# バッド・スペンサー
バッド・スペンサー（Bud Spencer, 本名：カルロ・ペデルソーリ（Carlo Pedersoli）、1929年10月31日 - 2016年6月27日）は、イタリアの俳優、元水泳選手。

## 来歴

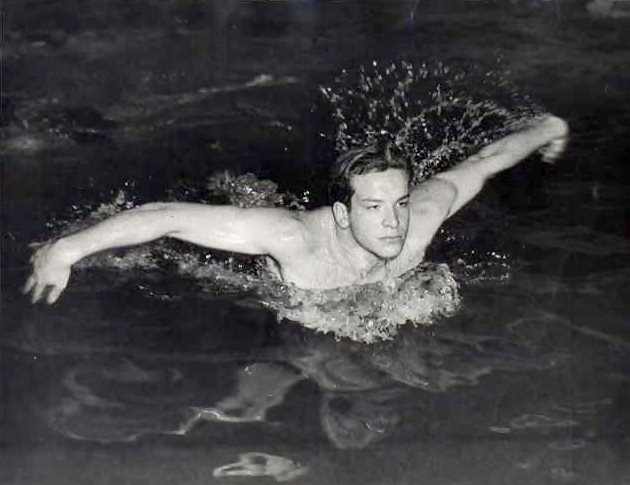
水泳選手時代（1950年撮影）

ナポリ出身。ローマ・ラ・サピエンツァ大学で化学を専攻した。
当初は水泳選手として活躍、1950年9月19日、21歳の時にイタリア人として初めて100m自由形で1分を切る59秒5で記録を更新した。
1951年の地中海競技大会で銀メダルを獲得。1952年のヘルシンキオリンピックに100m自由形で出場、準決勝に進出した（予選を58秒8で突破し、準決勝では58秒9）。
4年後の1956年のメルボルンオリンピックにも100m自由形で出場し、この時も準決勝まで進出した（予選を58秒5で突破、準決勝では59秒0）。また、水球選手としても活躍した。
1950年に俳優デビュー、今の芸名は1967年から名乗り、大好きなビールのバドワイザーとアメリカの映画俳優スペンサー・トレイシーからそれぞれ取ったもの。
ジュゼッペ・コリッツィに見出されてマカロニ・ウェスタンに多く出演、その多くやコメディ映画でテレンス・ヒルと共演し、「オリバー・ハーディ&スタン・ローレル以来の最大のギャグコンビ」として知られた。
2016年6月27日、86歳で死去。

## 主な出演作品

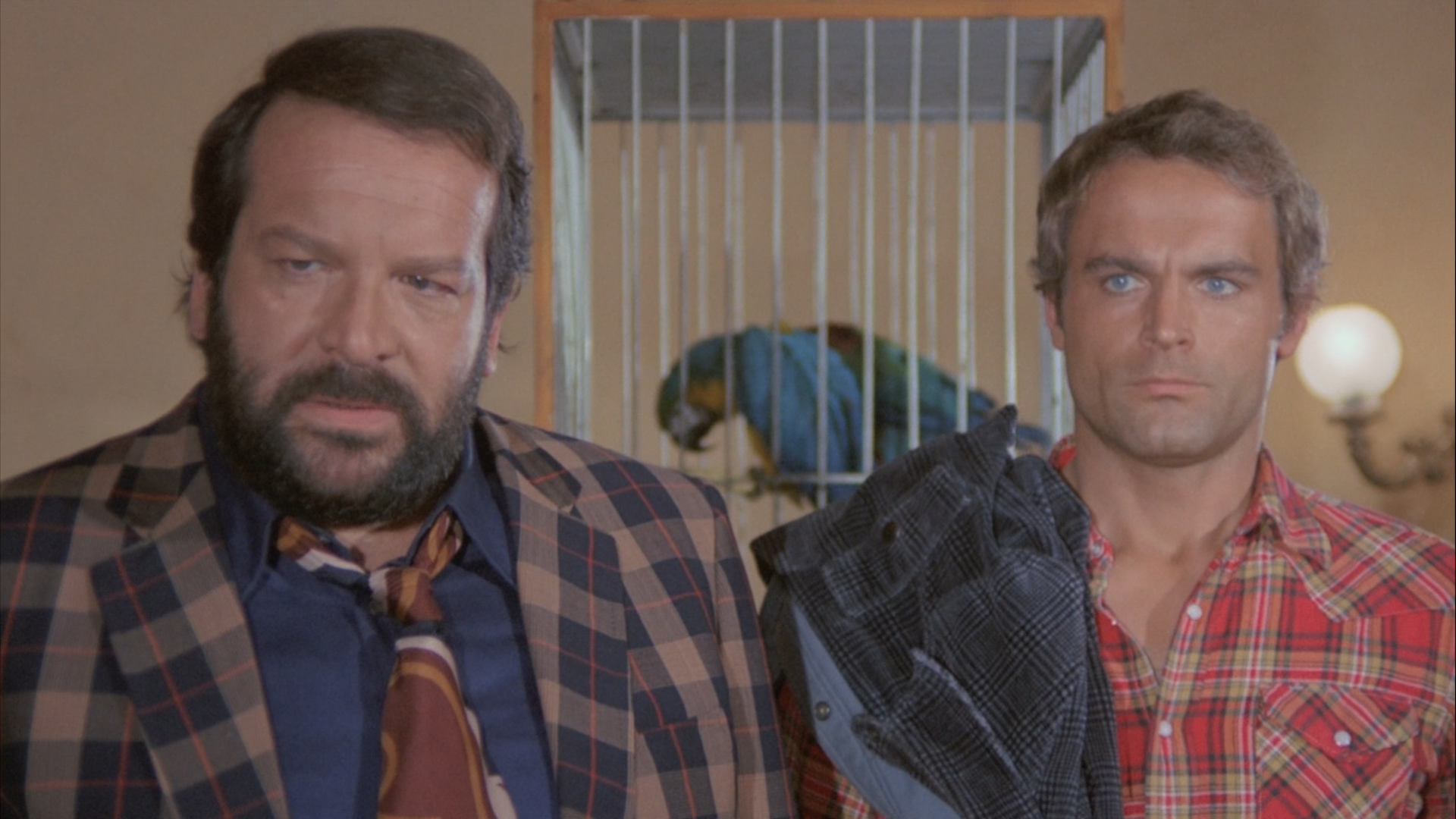
映画『サンド・バギー/ドカンと3発』（1974年）でテレンス・ヒル（左）と。

- クォ・ヴァディス Quo Vadis (1951)
- 特攻魚雷作戦 Siluri umani (1954)
- 現代の英雄 Un eroe dei nostri tempi (1955)
- ママっ子 Il cocco di mamma (1957)
- 武器よさらば A Farewell to Arms (1957)
- ハンニバル Hannibal (1959)

※これまでは本名のカルロ・ペデルソーリ（Carlo Pedersoli）でクレジット。
- 神は許せど俺は許さず Dio perdona... Io no! (1967)
- 風の無法者 Al di là della legge (1968)
- 荒野の三悪党 I quattro dell'Ave Maria	(1968)
- 野獣暁に死す Oggi a me...domani a te! (1968)
- 五人の軍隊 Un esercito di cinque uomini	(1969)
- 神はわれらとともに Dio è con noi (1970)
- 風来坊/花と夕日とライフルと… Lo chiamavano Trinità... (1970)
- 風来坊II/ザ・アウトロー ...continuavano a chiamarlo Trinità (1971)
- 4匹の蝿 4 mosche di velluto grigio (1971)
- 小さな刑事 Torino nera (1972)
- ダーティ・セブン Una ragione per vivere e una per morire (1972)
- くたばれカポネ Anche gli angeli mangiano fagioli (1973)
- サンド・バギー/ドカンと3発 ...altrimenti ci arrabbiamo! (1974)
- 風雲児 Il soldato di ventura (1976)
- 笑う大捜査線 I due superpiedi quasi piatti (1977)
- 奇数と偶数 一発勝負（笑激のギャンブルマン） Pari e dispari (1978)
- E.T.と警官 Uno sceriffo extraterrestre... poco extra e molto terrestre (1979)
- 笑激のボンゴボンゴ島!! Chi trova un amico trova un tesoro (1981)
- 笑激の超ウルトラ・マイアミ・コップ Cane e gatto (1982)
- いけ! いけ! スパイ大作戦 Nati con la camicia (1983)
- 笑激のダブル・トラブル Non c'è due senza quattro (1984)
- マイアミ・スーパーコップ Miami Supercops / I poliziotti dell'8ª strada (1984)
- 天国での一歩 Un piede in paradiso (1991)
- Botte di Natale (1994)
- Cantando dietro i paraventi (2003)